# Caloenas canacorum
Espèce
Caloenas canacorum est une espèce éteinte d'oiseaux de la famille des Columbiformes.

## Répartition
Des restes subfossiles ont été trouvés en Nouvelle-Calédonie et aux Tonga et possiblement aux Fidji et au Vanuatu.

## Description
C'était un pigeon terrestre, environ 25 % plus grand que le Nicobar à camail (Caloenas nicobarica), et faisant donc environ 38 cm de long. Il était capable de voler.

## Taxonomie
Le nom valide complet (avec auteur) de ce taxon est Caloenas canacorum Balouet & Olson, 1989.

## Extinction
Ce pigeon fut sûrement chassé pour sa viande par les humains, et c'est probablement la chasse qui a entraîné sa disparition.